# Мар'яна Хмарка
Мар'яна Хмарка — українська поетка і перекладачка середини ХХ ст., м. Харків.

## Творча біографія
Народилася на початку 1900-х рр., мала музичну освіту. Поезії друкувала з 1928 р. в «Селянка України», «Плуг», «Культура і Побут», «Література і Побут». Перекладала з італійської, окремо вийшли її переклади Ади Негрі.
Переклала: Д'Аннунціо, Л. Аріосто («Орландо несамовитий»), А. де Ламартіна, Дж. Леопарді, Т. Тассо («Визволений Єрусалим»). Перед війною переклала М. Лермонтова «Кавказ» і «До портрета», які опублікувала «Літературна Україна» в № 78 за 1964 рік.
Зокрема, переклала також баладу «John Barley-corn» Роберта Бернза. Однак Микола Плевако (1890—1941), філолог, український літературознавець, перекладач, бібліограф зазнає переслідувань, 1938 року його заарештували, що спричинило арешт і літератури за його редакцією, — в тому числі перекладу Р. Бернза Мар'яною Хмаркою.
Юрій Смолич відгукувався про М. Хмарку так: 
| «Як на мене, була талановита поетеса. Особливо ж відзначалася як поетична перекладачка з італійської — італійську мову знала бездоганно й, сказати б, творчо.»[4] |
Відомо, що вона лікувалася від нервового розладу в психіатричній лікарні в Харкові. Також відомо, що «на початку війни була звинувачена в шпіонажі і репресована».